# Rethar
Rethar (auch Rather, Rothar, Ratar; † 6. März 1009) war Bischof von Paderborn.
Über Rethars Herkunft gibt es wenig gesicherte Belege. Bischof war er seit 983. Er soll nach späteren Berichten in Speyer geweiht worden sein. In seine Amtszeit fällt die durch einen Brand verursachte Vernichtung der älteren Paderborner Bischofsurkunden. Die Besitztitel der Paderborner Bischöfe wurden 1001 durch Kaiser Otto III. bestätigt. Im Thronstreit von 1002 huldigte er Heinrich II. Dessen Gemahlin Kunigunde wurde im selben Jahr durch Erzbischof Willigis von Mainz in Paderborn gekrönt. Der spätere Kaiser bestätigte umgehend die Rechte des Bistums. Davon ausgenommen blieb allerdings wie anderswo auch das Bischofswahlrecht. Im Jahr 1005 nahm der Bischof an der Dortmunder Synode teil. Im Jahr 1007 war Rethar daran beteiligt, den Streit zwischen Willigis von Mainz und Bischof Bernward von Hildesheim zu schlichten. Im selben Jahr gehörte er zu den Zeugen der Gründung von Bamberg. Nicht nachweisbar ist, dass Rethar bei den Italienzügen von Otto III. und Heinrich II. anwesend war. Möglicherweise hat er sich 992 an dem Krieg Ottos III. gegen die Slawen an der Elbe beteiligt.
Rethar hat innerhalb seines Bistums den Kult um den Heiligen Liborius stark gefördert. Unterstützt hat er das Reichsstift Schildesche. Am Neubau des Paderborner Domes war er nach neueren Erkenntnissen stärker beteiligt, als die Vita Meinwerci aus dem 12. Jahrhundert angibt.
Eine im Jahr 1005 von Papst Johannes XVIII. ausgestellte Urkunde für Paderborn ist die älteste im Original überlieferte Papsturkunde außerhalb Italiens.
Begraben ist Rethar im Paderborner Dom.